# Karone (Astronema)
Karone, também conhecida por seu pseudonimo Astronema,  é uma personagem fictícia da franquia Power Rangers, apresentado pela primeira vez em Power Rangers in Space (1998), sendo retratada por Melody Perkins. É originalmente a principal antagonista de Power Rangers In Space, sendo conhecida em todo o universo como a Princesa do Mal, a Princesa das Trevas do Espaço e a Princesa das Trevas. E posteriormente se torna uma Ranger em Power Rangers: Lost Galaxy, substituindo Kendrix Morgan como a Ranger Galáctica Rosa.
Karone/Astronema é a única personagem em Power Rangers a ser um vilão uma temporada e um Ranger na temporada seguinte.
Como Ranger Galáctica Rosa, seu ator de traje na filmagem Super Sentai de Gingaman foi Motokuni Nakagawa (中川 素州). Nas filmagens dos Estados Unidos, seu ator de traje foi Kazuhiro Yokoyama (横山 和博).

## História

### Primeiros anos
Karone nasceu no planeta KO-35 e é a irmã mais nova de Andros, o futuro Ranger Espacial Vermelho. Junto com Andros, ela sonhava em ser uma Power Ranger. No entanto, ela foi incapaz de realizar seu sonho, já que enquanto brincava com o seu irmão, desenvolvendo telecinesia com uma esfera de brinquedo, ela foi sequestrada ainda criança pelo malvado caçador de recompensas Darkonda, que a levou para ser criada por Ecliptor para ser má, e ela foi nomeada K-60102, também chamada por Kay, que foi criada para ser a herdeira do trono de Espectro Negro.
Depois de ser sequestrada por Darkonda de seu planeta natal, Karone se tornou a nova aprendiz de Ecliptor, que se tornou uma figura paternal para ela, por ordem de Espectro Negro. As suas memórias de ser Karone desapareceram e Ecliptor contou mentiras sobre os Power Rangers destruindo seus pais e seu irmão. Ela é uma das crianças selecionadas por generais de confiança, escolhidos a dedo e moldados em guerreiros capazes de competir pela honra de ser herdeira de seu império. Depois de alguns anos, ela atacou a maioria dos Rangers Prism, mas só conseguiu pegar a Ranger Rosa daquela equipe enquanto os outros escapavam (mais tarde mentindo para Ecliptor dizendo que ela matou todos). Astronema tentou obter a localização de Zordon da Ranger Rosa, mas quando ela recusou, Astronema a matou esmagando sua coluna. Kay então teve que lutar contra sua irmã adotiva Dee pelo herdeiro, ela acabou vencendo Dee e começou a enfrentar seu conflito interno. Depois de muita luta, Kay recebeu seu herdeiro, e Espectro Negro a chamou de "Astronemma".
Astronema foi ao bar para atacar os Omega Rangers Vermelho e Preto. Ela continuou a lutar contra eles até que o SPD chegasse para prendê-los. Astronema e Zack compartilharam uma cela, onde ela atacou o último até que os cadetes do SPD ativaram as barreiras entre eles. Zack então tentou argumentar com Astronema quando ela mencionou que os Power Rangers "mataram" sua família.

### In Space
Depois de anos treinando e competindo contra outros guerreiros do mal, Astronema foi mais tarde treinado nas artes negras da magia. Ela foi premiada com o Cajado da Ira, que ela usa para manipular os outros e lutar contra seus oponentes. Com a ajuda de Espectro Negro, ela ganhou a estação espacial, Dark Fortress, e um exército de soldados robóticos chamados Quantrons. Astronema é conhecida por mudar seu penteado e cor à vontade. Além disso, Astronema é o primeiro e único vilão a tentar atacar um Megazord enquanto ele se transformava, embora isso não tenha funcionado. Ela usava seu medalhão que tinha as mesmas fotos dela e de Andros quando crianças, no entanto, ela se recusou a reconhecer que ela e Andros sejam irmãos até mais tarde. Enquanto Astronema vagava pelo universo, conquistando e destruindo todos aqueles que não serviriam a ela ou ao Espectro Negro, ela os destruiria ou os transformaria em seus escravos. Ela conheceu um guerreiro que carregava as Chaves de Armadura, talismãs mágicos que lhe concederiam uma grande armadura. Para evitar que o guerreiro usasse as chaves, ela o transformou em uma figura de pedra.
Durante a conferência do Planeta Cimério, Astronema se sentou na mesa do vilão principal, e suspeitou de uma figura encapuzada (Andros disfarçado) e foi quem revelou o que ele era depois que Divatox passou a suspeitar dele e isso foi completamente revelado quando Goldar rasgou a capa dele. Assim que ele escapou, tendo destruído dois de seus Quantrons, Espectro Negro anunciou que ela era a Princesa do Mal e a enviou para matar seu irmão.
Quando os Rangers estão perto de encontrar Zordon, Espectro Negro ordena que Astronema os pare, e ela tem um plano para se infiltrar no Astro Mega Nave e invocar o monstro Body Switcher, que tem a habilidade de mudar aparências, e ele a transforma em uma duplicata de Ashley. Enquanto Ashley está comemorando seu aniversário no parque, ela é capturada por Quantrons e Astronema disfarçado assume o seu lugar, mas a verdadeira Ashley consegue gritar por Cassie, e Astronema rapidamente a distrai invocando os Quantrons e fingindo um ataque, permitindo que Ecliptor se teletransporte com a verdadeira Ashley, enquanto Cassie e Astronema (embora não intensamente) lutam contra os Quantrons. Após se livrarem deles, Cassie e Astronema (disfarçada) voltam para a Mega Nave, onde os Rangers são atacados por ela. Após escapar a verdadeira Ashley, ainda no corpo de Astronema, a impede de atacar Andros. Após ser descorbeta, Astronema tenta atacar Andros com o Astro Blaster, mas Andros atira nela primeiro, revertendo-a de volta à sua forma verdadeira e ele rapidamente agarra o morfador amarelo. Astronema enfurecido diz a eles que ela nunca iria querer ser um Power Ranger e envia o Body Switcher para destruí-los. Os Rangers destroem o monstro com o Astro Megazord, enquanto Astronema retorna para a Fortaleza Negra, onde ela é atacada por Elgar (que ainda acredita que ela seja Ashley disfarçada) e é eletrocutado por ela quando ele sussurra para um Quantron que ele gostava mais de Ashley disfarçada.
Depois de ser salva por Zhane após ser ferida por um de seus próprios monstros, o Ranger Prata cuidou dela em um pântano. Assim que ela acordou ela e Zhane conversaram um pouco, mas Astronema saiu com um rápido "obrigado", lembrando-o de que eles eram inimigos agora e para sempre. Ela mandou um recado para ele dizendo que queria conhecê-lo na fogueira. Zhane estava animado e correu de volta para o Astro Mega Nave para se preparar para seu encontro. No entanto, ele foi chamado para impedir Horrorbull e mais tarde foi ver Astronema. Até ele chegar lá, Zhane estava muito atrasado, o que fez Astronema ficar muito zangada - tão zangada que ela tentou explodi-lo. Ela disse que nunca mais queria vê-lo. Mesmo descobrindo-se apaixonada por ele, o relacionamento acabou mal devido às "mentiras" um do outro.
Enquanto lutava contra os Rangers, o medalhão de Astronema é arrancado. Andros o encontra e descobre uma foto dele e de sua irmã quando crianças, o que significa que Astronema é sua irmã perdida, Karone. Mas Astronema se recusa a acreditar nele e diz que ele vai pagar caro por tentar enganá-la. Quando ela descobriu quem realmente era, ela ficou do lado de seu irmão, e o ajudou a encontrar Zordon, tornando-se uma Power Ranger honorária. Espectro Negro quer Astronema de volta e, para conseguir isso, ele envia um asteróide em rota de colisão com a Terra. Karone foge a bordo da Fortaleza Negra para desviar o caminho do asteróide, mas acaba sendo capturada por Ecliptor, que sofreu uma lavagem cerebral e foi condenada ao mesmo destino que ele. Suas emoções foram removidas e infligidas com implantes cibernéticos que a controlavam. Durante esse tempo, Astronema criou os Psycho Rangers, homicidas extremamente poderosos, cujo trabalho era destruir os Rangers e também drenar energia do Espectro Negro.
Após a morte do Espectro Negro nas mãos de Darkonda, Astronema usurpou seu trono e se tornou a Rainha do Mal. Na batalha final, Astronema ataca o seu irmão, mas uma explosão do sabre espiral de Andros acidentalmente ricocheteia e atinge ela, matando-a. Andros acabou destruindo o tubo de energia do grande mago, Zordon. Uma vez destruído, ele liberou uma onda de energia purificadora que erradicou todo o mal. Esta onda de poder removeu a programação de Astronema. Assim que a batalha terminou, Andros carregou seu corpo pela rampa da Fortaleza Negra, deitou-a no chão e começou a chorar. Algumas lágrimas caíram em sua bochecha e ela foi restaurada ao seu verdadeiro eu. Apenas o amor que Andros sentia por sua irmã era forte o suficiente para trazê-la de volta. Restaurada, ela voltou para a Terra com seu irmão e os outros Rangers.

### Lost Galaxy
Algum tempo depois, na temporada Power Rangers: Lost Galaxy, Karone, disfarçada de Astronema, estava presente no planeta Onyx quando o Sabre Quasar Rosa estava em leilão, o Sabre Quasar já havia sido perdido quando seu dono anterior, Kendrix Morgan, morreu para salvar Cassie. Embora seu disfarce tenha sido descoberto por Trakeena, Karone roubou com sucesso o Sabre e tentou devolvê-lo à colônia espacial Terra Ventura, onde os Power Rangers Galácticos estavam estacionados. Quando ela arriscou sua vida para proteger a poderosa arma, o espírito de Kendrix apareceu e a salvou. Kendrix dispensou o Transmorpher Rosa, permitindo que Karone se tornasse a segunda Ranger Galáctica Rosa. Ela finalmente alcançou seu sonho de se tornar uma Power Ranger. Durante este tempo, Karone tornou-se animada e jovem, pois seu comportamento infantil foi devido à perda de sua infância por ser Astronema.
Mais tarde, quando Karone e Leo foram em busca de um poder forte o suficiente para derrotar o mais recente monstro de Trakeena, Karone teve que enfrentar seus conflitos internos na forma de Astronema. Ela vence seus demônios e os poderes de Leo são restaurados por uma das vítimas de Astronema.
Karone permaneceu como a Ranger Rosa até que Terra Ventura caiu em Mirinoi após a derrota de Trakeena. Ela devolveu o Sabre Quasar Rosa ao altar, que ressuscitou Kendrix.

### Julgamento de Astronema
Karone é julgada por diferentes espécies alienígenas que viviam com medo quando ela era Astronema. Antes que Karone pudesse responder aos juízes, Andros, Maya e Leo Corbett chegaram para atuar como seus advogados. Um alienígena parecido com um dragão verde tristemente exclamou que Astronema matou seu povo e registrou sua agonia. Anubis Cruger diz ao tribunal que Karone não merece ser a Ranger Galáctica Rosa porque ela deu os códigos para desativar o escudo planetário de Sirius para o Imperador Gruumm quando os Sirianos se recusaram a trabalhar para ela.
Os Rangers tentaram explicar tudo de bom que Karone havia feito. Quando os juízes pedem um recesso, Leo e Andros tentam pensar em uma maneira de provar que Karone é inocente, mas isso irrita Karone, pois ela ainda é responsável por seus crimes e ela deve aceitar seu destino, apesar do protesto de Andros. Quando o julgamento continuou, Astronema apareceu de repente provando à multidão que Karone é inocente. Usando a distração, Karone e os outros voltaram rapidamente para a Astro Mega Nave. Quando descobriu que Astronema era um holograma, Karone ficou furiosa porque Andros não a deixou enfrentar sua punição, admitindo que ela era uma ranger para que ela pudesse ser uma pessoa melhor com escolhas que ela não deixaria Andros tirar, então ela pediu-lhe que a deixasse em paz por enquanto. Mais tarde, Maya tentou confortá-la, mas Karone não estava bem. Mas ela diz que ficará um dia.

### The Psycho Path
Algum tempo depois do julgamento, Karone percebeu que queria ficar sozinha para se reconciliar com seu passado e voltou a KO-35 sem contar a ninguém. Seu planeta foi finalmente atacado pelos Psycho Rangers, que misteriosamente reviveram com um novo membro e estavam procurando por ela. Karone decidiu ir com eles para evitar que mais vidas inocentes fossem perdidas.
Depois de ser levada e amarrada a uma cadeira na nave-mãe Psycho, ela conhece seu "irmão" Trek, o Psycho Ranger Verde que afirma que eles são parentes, já que ambos eram filhos de Espectro Negro em seus próprios caminhos. Trek disse a Karone que queria trazer Astronema de volta para que eles pudessem ser uma família novamente, mas Karone convenceu Trek de que seu eu maligno ainda estava lá, já que sempre foi uma parte dela e os dois passam um tempo treinando os Psycho Rangers.
Ela tratou os Psycho com mais gentileza, influenciando-os lentamente com seu bom feedback para que pudessem ser redimidos. Andros chegou um mês depois à nave-mãe para resgatá-la, mas isso só fez com que os Psucho ficassem mais conflitantes sobre seus objetivos passados e atuais, uma vez que Karone reencontra seu irmão e conta a ele tudo o que conquistou na tentativa de reformar os cinco principais Psycho Rangers, mas Andros não acredita que eles merecem redenção depois do que fizeram a Kendrix.
Os dois então vão para o laboratório secreto de Psycho Verde, mas Andros mais tarde revelou que queria destruir os cartões de dados para garantir que os Psychos nunca voltassem, o que fez Karone atacar Andros até que ele caísse inconsciente, para seu pesar. Karone junto com os outros cinco Psychos derrotou Trek, ela mais tarde deixou os Psychos irem e trouxe Andros para sua equipe, após a luta Karone disse a Andros a verdade, mas pediu que ele mentisse para sua equipe sobre o destino dos Psychos, o que ele fez mas depois diz a Karone que se sente traído por ela devido a tudo o que ela fez.

### Dino Thunder
Karone/Astronema foi destaque em uma crônica da história dos Power Rangers compilada por Tommy Oliver logo após ele formar os Dino Rangers, que foi encontrado pela equipe no Laboratório Dino.

### Super Megaforce
Antes de retornar à Terra, Karone removeu seu Sabre Quasar do altar. Depois de chegar, ela testemunhou a destruição do Condado de Harwood pelo poder devastador do Imperador e sua Armada. Karone se juntou a seus companheiros de equipe os Rangers Galácticos Leo Corbett e Damon Henderson para ajudar os refugiados a se esconderem. Mais tarde, ela ajudou os Mega Rangers na batalha final como parte da legião dos Rangers Lendários. Ela então retornou para Mirinoi.

### Beast Morphers
Karone não aparece pessoalmente em Power Rangers: Beast Morphers, mas ela é vista nas imagens de arquivo dos Beast Morphers Rangers. Muitos anos depois, a luva de Astronema é uma das muitas relíquias do vilão na coleção de Ryjack que são adquiridas por Evox, que planeja reviver e reunir os vilões mais notórios do universo com o reanimizador de Ryjack após reviver a Tripulação de Sledge e Snide. Ela havia sido mencionada entre os vilões: Koragg, Lord Zedd e Psycho Vermelho, que poderia ser ressuscitado por Evox, antes que Goldar fosse decidido como o último vilão ressuscitado. Astronema foi a escolha de Robo-Roxy, mas Robo-Blaze explicou que Astronema, se tornou boa (como Karone), já foi purificado pela onda de energia sacrificial de Zordon e totalmente reformada como a segunda Ranger Galáctica Rosa há muito tempo, para desgosto de Robo-Roxy.

## Personalidade
A personalidade de Astronema variou ao longo de toda a série. No início, ela era muito vaidosa e narcisista (como Rita Repulsa e Divatox antes dela). Quando ela foi encarregada pelo Espectro Negro de derrotar os Rangers, seu comportamento se tornou mais sério e severo devido ao fracasso, talvez constante, em destruir os Rangers e à pressão adicional do próprio Espectro Negro, que ameaçou destruir Astronema junto com a Fortaleza das Trevas caso ela falhasse alcançar seu pico, ou seja, se os Rangers resgatarem Zordon do próprio Espectro das Trevas. Embora talvez devido aos ecos de seu passado de sua infância há muito esquecida como Karone, Astronema demonstrou emoções de carinho e compaixão, quando por um breve momento se apaixonou por Zhane, depois que este último a resgatou de um de seus próprios monstros rebeldes. Essas mesmas emoções também permitiram que ela atacasse instintivamente um de seus próprios guerreiros Quantron, que atacou uma mãe com seus dois filhos enquanto eram defendidos por Andros. Isso pode ser resultado de culpa por suas próprias ações e devido ao seu desejo secreto por seu irmão, que ela suspeitava que pudesse estar vivo. Depois de descobrir que Andros é seu verdadeiro irmão, Astronema não acreditou nele a princípio. No entanto, ela foi para seu planeta natal em busca de respostas sobre seu passado, pois percebeu que Andros estava dizendo a verdade. Além disso, depois de descobrir seu passado, Astronema passou por uma crise de identidade ao entrar em conflito entre o bem e o mal. Apesar do plano do Espectro Negro para testar sua lealdade e ordens para destruir seu irmão, a curiosidade de Astronema sobre seu passado a levou a ir a Andros para obter respostas sobre si mesma como Karone e sua família. No entanto, vendo Andros e o resto dos Rangers em apuros por causa de sua parte no plano do Espectro Negro, Astronema abraçou seu verdadeiro eu como Karone e os resgatou.
Depois que Karone foi capturada e reprogramada por Darkonda, Espectro Negro e até mesmo Ecliptor, que também foi reprogramado por Darkonda, as emoções que a tornaram boa foram substituídas por uma programação de computador aparentemente impenetrável que permitiu que ela conhecesse apenas o mal. Desta forma, ela se tornou muito mais sombria e malvada do que sua primeira encarnação como Astronema. Seu comportamento foi alterado significativamente, não exibindo emoções de compaixão, carinho e culpa, e até mesmo seus sentimentos de raiva e frustração eram quase limitados. Ela estava, no entanto, mais faminta por poder, não só porque ela era capaz de destruir os Rangers, mas mesmo sabendo que Andros era seu irmão, Astronema ainda iria destruí-lo a qualquer momento.
Ela foi até mesmo capaz de destruir o Espectro Negro, abrindo caminho para a conquista Universal, algo que ela talvez nunca consideraria fazer por conta própria, e quase teve sucesso com o uso dos Psycho Rangers que usaram e drenaram severamente as energias de Espectro Negro no processo de derrotar os Rangers. Suas táticas contra os Rangers foram mais brutais, porém eficazes quando ela lançou os Psycho Rangers contra os Power Rangers, bem como estrategicamente eliminando os Zords, ou seja, o Delta Megazord por um Ecliptor poderoso e o Mega Voyager, que foi destruído por seu mais poderoso monstro Tankenstein. Embora ela não pudesse resistir à sua programação, Zordon tentou convencer Astronema de que ela era Karone e que ela não era verdadeiramente má. Por um breve momento, isso causou uma falha em sua programação, no entanto, não foi o suficiente para trazer Karone de volta ao seu verdadeiro eu naquele momento, e Astronema se declararia a Rainha de todo o Mal.
Depois de se recuperar de sua passagem como Astronema, Karone exibiu uma personalidade carinhosa e amorosa. Uma de suas principais características após sua reforma é a paixão de ser uma Power Ranger, um sonho de infância que ela compartilhou com seu irmão e uma tarefa que ela leva muito a sério. Ela mostrou ter uma adaptabilidade muito rápida. Ela é capaz de utilizar os poderes dos Rangers Galácticos muito rapidamente, o suficiente para se sincronizar com a equipe e dominar os zords.
Talvez devido à sua educação protegida, Karone mostrou uma personalidade ingênua, quase infantil às vezes. Ela geralmente tem uma atitude alegre e divertida. Apesar disso, a culpa de seus feitos anteriores como Astronema pesa muito sobre ela, fazendo-a sentir às vezes que não merece ser feliz.

## Poderes
- Telecinesia: Karone costuma mover objetos com a mente, assim como seu irmão Andros.

Como Astronema
- Teletransporte: Astronema ela pode se teletransportar como todos os vilões, batendo o braço em seu peito para desaparecer em redemoinhos de energia roxa.
- Geração de corda de energia: Astronema pode disparar corda de energia amarela de sua mão para amarrar e ferir aqueles que ela deseja interrogar. Ela fez isso com um patrono da Onyx Tavern no episódio "The Rangers Mega Voyage" ao tentar descobrir sobre os cartões de dados de Darkonda.
- Explosões de dedos: Finger Blasts: Astronema pode disparar rajadas de energia roxa de seus dedos fortes o suficiente para derrubar todos os cinco Rangers Espaciais com um só golpe.
- Invocação de Monstros: Astronema pode invocar monstros para seu lado da reserva de monstros da Aliança Unida do Mal.
- Hipnose: Astronema pode hipnotizar outras pessoas usando suas habilidades mágicas.
- Disfarce: Astronema pode usar sua magia para se transformar em uma mulher loira normal, (que era ela mesma como Karone), para se misturar sem ser notada, como fez para se encontrar com Zhane.

### Habilidades
- Força: Astronema pode facilmente dominar todos os cinco Rangers como se não fosse nada.
- Lutadora habilidosa: Astronema é uma lutadora capaz que facilmente conseguiu dominar Andros com as próprias mãos.
- Mestre das Armas: Tendo sido criada e treinada por Ecliptor, que é um lutador formidável por seus próprios méritos, Astronema é independente e capaz de se defender. Ela mostrou que tem habilidade para lutar contra os Rangers sozinha.

## Em outras mídias
- Astronema está entre os vilões jogáveis em Power Rangers Legacy Wars, sendo uma personagem Rara (Líder), Rara (Assistente).